# Осипчук Іван Іванович
Іван Іванович Осипчук (нар. 8 листопада 1985, Рівне) — український військовик, колишній начальник Управління СБУ в Львівській та Кіровоградській областях.

## Біографія
Народився 8 листопада 1985 року в Рівному.
У 2008 році закінчив Інститут підготовки юридичних кадрів для СБУ Національної юридичної академії України ім. Ярослава Мудрого.
У 2018 році закінчив Переяслав-Хмельницький державний педагогічний університет ім. Григорія Сковороди (фінанси та банківська справа).

### Кар'єра
З 2008 року працює в Службі безпеки України. Обіймав різні посади: від оперуповноваженого до заступника начальника управління внутрішньої безпеки СБУ.
24 квітня 2020 року був призначений начальником Управління СБУ в Кіровоградській області. Також входив до складу Координаційної ради при Кіровоградській ОДА з питань забезпечення законності і правопорядку, додержання прав і свобод громадян, протидії корупції в Кіровоградській області.
16 січня 2021 року Указом Президента України був звільнений з посади начальника Управління СБУ в Кіровоградській області і призначений на посаду начальника Управління СБУ в Львівській області.
12 березня 2022 року був звільнений з посади начальника Управління СБУ в Львівській області.

## Нагороди
- орден Данила Галицького (21 серпня 2020) — за вагомий особистий внесок у зміцнення обороноздатності Української держави, мужність, виявлену під час бойових дій, зразкове виконання службових обов'язків та високий професіоналізм.[7];